# Sivagiri (ciutat)
Sivagiri és una població i consell urbà (panchayat town) al districte de Tirunelveli a l'estat de Tamil Nadu.
Està situada a 9° 20′ N, 77° 26′ E / 9.33°N,77.43°E i consta al cens del 2001 amb 20.160 habitants. Un segle abans, el 1901, tenia 18.150 habitants el que assenyala que és una població que no ha progressat en habitants durant un segle.